# Barbara Poloczkowa
Barbara Poloczkowa (ur. 25 grudnia 1921 w Warszawie, zm. 8 lutego 1994 w Cieszynie) – polska historyczka i archiwistka.

## Życiorys
Ukończyła X Państwowe Gimnazjum i Liceum Humanistyczne w Warszawie. Od 1961 pracowała w Muzeum Śląska Cieszyńskiego w Cieszynie. W latach 1968–1974 była kierownikiem Muzeum Beskidzkiego w Wiśle. W tym czasie ukończyła etnografię na Uniwersytecie Jagiellońskim. W 1974 r. została kierownikiem cieszyńskiego oddziału Archiwum Państwowego w Katowicach. Była nim do przejścia na emeryturę w 1986 r.
Publikowała artykuły historyczne m.in. w „Głosie Ziemi Cieszyńskiej” i „Pamiętniku Cieszyńskim”. Należała do Polskiego Towarzystwa Ludoznawczego, Polskiego Towarzystwa Historycznego i Stowarzyszenia Archiwistów Polskich.